# Stane Jurca
Stane (Stanislav) Jurca, slovenski metalurg, alpinist in publicist, * 23. oktober 1933, Ljubljana.

## Življenjepis
Stane Jurca je leta 1958 diplomiral na Odseku za metalurgijo Fakultete za rudarstvo, metalurgijo in kemijsko tehnologijo Univerze v Ljubljani. Kot raziskovalec je delal na Metalurškem inštitutu /MI/ v Ljubljani - v letih 1963/64 je bil eno leto v ZDA na specializaciji s področja metalurgije prahu. Leta 1970 je na Fakulteti za naravoslovje in tehnologijo magistriral in naslednje leto doktoriral. 
Leta 1973 je odšel iz MI in se zaposlil v Kovaški industriji Zreče /današnji Unior/, kjer so postavili pilotni obrat za proizvodnjo sintranih izdelkov. Od leta 1980 do 1987 je bil direktor podjetja Black & Decker Jugoslavija v Grosupljem; nato pa glavni tajnik Raziskovalne skupnosti Slovenije ter od 1988 direktor Inštituta za elektroniko in vakumsko tehniko (IEVT).
Bil je alpinist in gorski reševalec. Sedaj živi kot upokojenec v Podkorenu.

## Strokovni in drugi članki
- The Nature of Cemented Carbides
- Varovanje v alpinistiki
- Prispevek k študiju varovanja v alpinistiki
- Analiza nesreč AAO
- Kdaj je bila zgrajena nova korenška cesta
- Dalmatinova Biblija in korenski prehod